# Vers blanc
Ne doit pas être confondu avec Ver blanc.

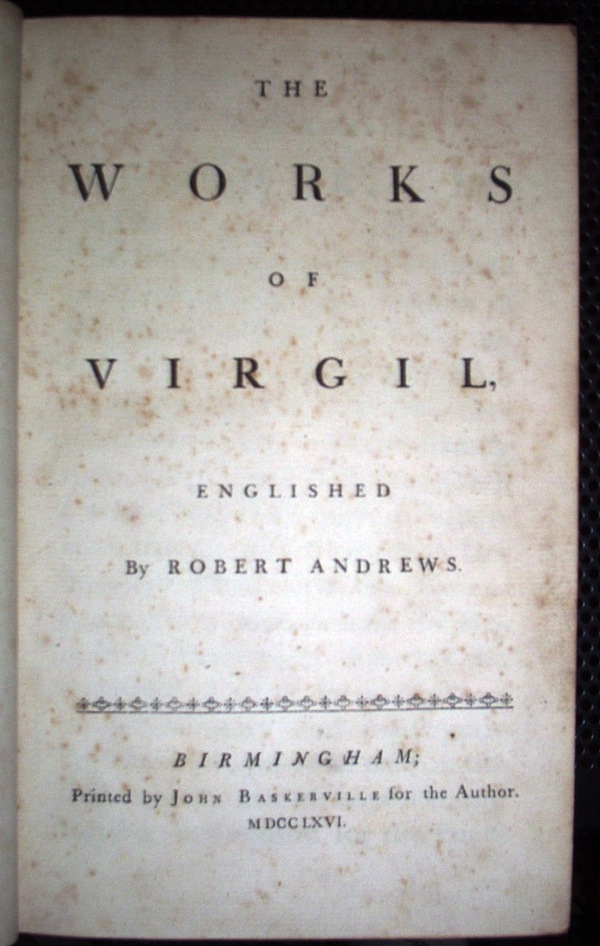
Page de titre de la traduction anglaise en vers blancs de Virgile de Robert Andrews. Publiée par John Baskerville en 1766.

Le vers blanc est un vers syllabique sans rime.

## En français
Musset en a fait usage dans le cadre du mouvement romantique. Bien plus tard, Pierre Broodcoorens a réalisé des pièces de théâtre en vers blanc.

## En provençal
Le Poème du Rhône de Frédéric Mistral est entièrement écrit en vers blancs décasyllabes.

## En anglais
Christopher Marlowe (dramaturge et poète du XVIe siècle) passe pour le créateur de ce type de vers. En anglais, un blank verse désigne plus particulièrement un pentamètre iambique non rimé, c'est-à-dire un vers à cinq accents toniques sans rime. William Shakespeare l'a également utilisé ainsi que John Keats dans Hyperion. 
Il s'agit de la forme utilisée par John Milton dans son œuvre Le Paradis perdu. Il explique ce choix dans un avant-propos de la deuxième édition, indiquant que selon lui « le vers héroïque anglais consiste dans la mesure sans rime, comme le vers d’Homère en grec et de Virgile en latin : la rime n’est ni une adjonction nécessaire ni le véritable ornement d’un poème ou de bons vers, spécialement dans un long ouvrage ; elle est l’invention d’un âge barbare, pour relever un méchant sujet ou un mètre boiteux. ».